# Villa valparaisensis
Villa valparaisensis är en tvåvingeart som beskrevs av Hall 1976. Villa valparaisensis ingår i släktet Villa och familjen svävflugor. Inga underarter finns listade i Catalogue of Life.